# 地球温暖化防止活動推進センター
地球温暖化防止活動推進センターとは、平成11年4月8日に施行された「地球温暖化対策の推進に関する法律」に基づき、同年7月1日より環境大臣や全国の都道府県知事、政令指定都市などの市長によって指定されている、地球温暖化への対策を活動推進するセンター。
センターの目的は、地球温暖化対策に関する普及啓発を行うことなどにより、地球温暖化防止に寄与する活動の促進を図ることである。

## 全国地球温暖化防止活動推進センター
環境大臣から指定されている。平成22年9月末日までは財団法人日本環境協会が運営し、同年10月1日からは一般社団法人地球温暖化防止全国ネットが指定を受けている。

## 地域地球温暖化防止活動推進センター
都道府県知事、政令指定都市などの市長によって指定されている。地域で地球温暖化防止活動に取り組む法的な根拠をもった唯一の拠点。
主な取組は、地球温暖化防止に関する「啓発・広報活動」「紹介・相談」「調査研究」「情報提供」など。